# Жульєн Бонтам
Жульєн Бонтам  (фр. Julien Bontemps, 1 червня 1979) — французький яхтсмен, олімпійський медаліст.

## Виступи на Олімпіадах
| Олімпіада  | Дисципліна  | Місце |
| ---------- | ----------- | ----- |
| Афіни 2004 | віндсерфинг | 9     |
| Пекін 2008 | віндсерфинг | 2     |